# Batajsk

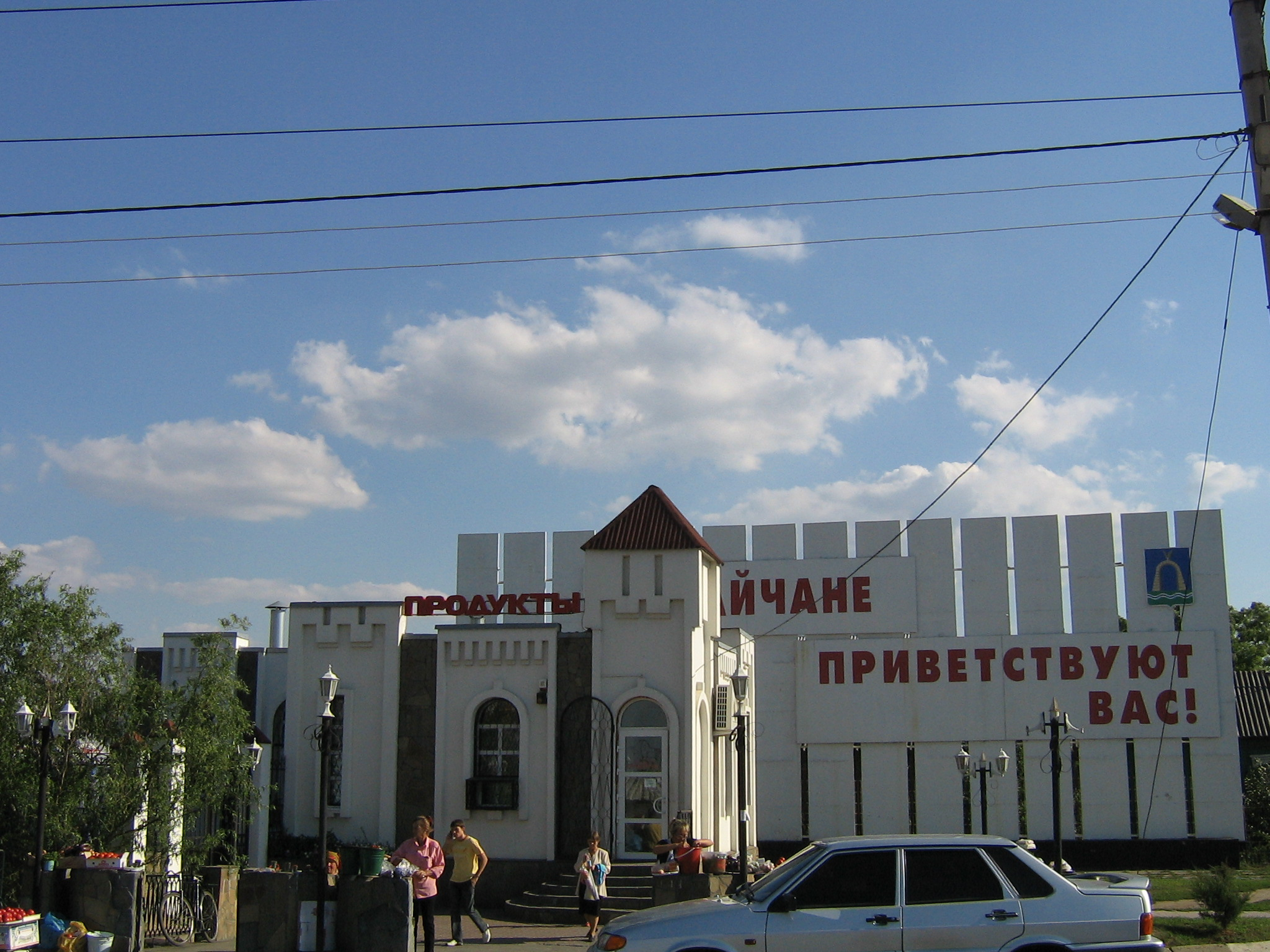
Batajsk.

Batajsk (ryska Бата́йск) är en stad i Rostov oblast, Ryssland. Den är belägen några kilometer söder om floden Don och miljonstaden Rostov-na-Donu. Folkmängden var 119 807 invånare i början av 2015.